# Вишни Клатов
Вишни Клатов (слч. Vyšný Klátov) насељено је мјесто са административним статусом сеоске општине (слч. obec) у округу Кошице-околина, у Кошичком крају, Словачка Република.

## Становништво
| Година:    | 1994. | 2004.   | 2014.    | 2024.   |
| ---------- | ----- | ------- | -------- | ------- |
| Број људи: | 371   | 403     | 446      | 487     |
| Разлика:   |       | +8,62 % | +10,66 % | +9,19 % |

| Година:    | 2023. | 2024.   |
| ---------- | ----- | ------- |
| Број људи: | 480   | 487     |
| Разлика:   |       | +1,45 % |

Према подацима о броју становника из 2011. године насеље је имало 441 становника.